# مایک وات
مایک وات (انگلیسی: Mike Watt؛ زادهٔ ۲۰ دسامبر ۱۹۵۷) یک موسیقی‌دان اهل ایالات متحده آمریکا است.